# Myosin-leichte-Ketten-Kinase
Die Myosin-leichte-Ketten-Kinase (MLKK), auch Myosin light chain kinase (MLCK oder MYLK), ist ein Enzym in Wirbeltieren. Sie kann die regulatorische leichte Kette des Myosinmoleküls in glatten Muskelzellen phosphorylieren. Die leichte Kette hemmt zunächst die Kontraktion glatter Muskelzellen, durch die Phosphorylierung kann eine Bindung zu Aktin hergestellt werden und die glatte Muskelzelle kontrahiert.  

## Funktion
Die Hauptfunktion von MLKK liegt insbesondere in der Regulation des Gefässtonus durch die glatte Muskulatur von Bronchien und Arteriolen. Der Mechanismus ist abhängig vom Membranpotential der glatten Muskelzelle: Je stärker die Membran depolarisiert ist, desto mehr spannungsabhängige Ca2+-Kanäle öffnen sich und Ca2+ strömt in die Zelle ein. Hier bildet es einen Komplex mit dem regulatorischen Protein Calmodulin (Ca2+/Calmodulin-Komplex), welcher die MLKK aktiviert. Diese phosphoryliert nun die leichte Kette des Myosins, wodurch es enthemmt wird und der Myosinkopf als ATPase aktiv werden kann. (siehe auch Kontraktiler Mechanismus)
Der Gegenspieler ist die MLK-Phosphatase, die die leichte Kette des Myosins dephosphoryliert und damit hemmt.
In quergestreifter Muskulatur findet sich ein ähnliches Protein, die Myosin-leichte-Ketten-Kinase-II mit analogem Wirkmechanismus.

## Bedeutung
In der Behandlung von Asthma macht man sich diese Eigenschaft zunutze, um durch Sympathomimetika über die G-Protein-gekoppelten Rezeptoren (β2-Adrenozeptoren) für die Bronchodilatation einzusetzen.